# Електрически капацитет
Електричният капацитет е характеристика, показваща способността да се натрупва електричен заряд. Обикновено, когато е ясно, че се говори в контекст електротехника, „електричен“ се изпуска, казва се просто „капацитет“. Има две дефиниции, респективно две различни велични, наречени „капацитет“ за капацитет:
Капацитетът на проводник или кондензатор се определя като отношение на големината на заряда към потенциала на проводника. Означава се с латинската буква C.
{\displaystyle C={\frac {Q}{V}},}
където Q е зарядът, а V – потенциалът.
В системата SI капацитетът се измерва във фаради (означение F), чиято величина е твърде голяма в практически приложения, поради което се използват следните производни – пикофарад (pF), нанофарад (nF) и микрофарад (μF).
Зависимостта между капацитета, C, напрежението, V(t), и тока, I(t), в една верига е:
{\displaystyle I(t)=C{\frac {\mathrm {d} V(t)}{\mathrm {d} t}}.}

## Капацитет на проводник или кондензатор

### Проводник
Капацитетът на отделен проводник е равен на отношението на заряда на проводника към неговия потенциал, при предположението че всички други проводници са безкрайно отдалечени и че потенциалът на безкрайно отдалечената точка е приет за равен на нула. Капацитетът се определя от геометричните размери и формата на проводника и от електричните свойства на околната среда (нейната диелектрична проницаемост) и не зависи от материала на проводника. Например, капацитетът във вакуум на кълбо от проводящ материал с радиус R е равен на:
{\displaystyle C=4\pi \varepsilon _{0}R.}
където ε0 е диелектричната проницаемост на вакуума.

### Кондензатор
Понятието капацитет се отнася също към система от проводници, в частност, към система от два проводника, разделени с диелектрик, т. нар. кондензатор. В този случай взаимният капацитет на тези проводници ще е равен на отношението на заряда, натрупан в кондензатора, и разликата между потенциалите на проводниците. За най-честия случай – плосък кондензатор, при който проводниците са с форма на пластини, капацитетът е равен на:
{\displaystyle C=\varepsilon _{0}\varepsilon _{r}{\frac {S}{d}},}
където
-S е площта на припокриване на пластините;
-d е разстоянието между тях;
-{\displaystyle \varepsilon _{0}} е диелектричната проницаемост на вакуума;
-{\displaystyle \varepsilon _{r}} е относителната диелектрична проницаемост на диелектрика;

## Капацитет на акумулатор или батерия
Капацитет на акумулатор (акумулаторна батерия) е произведението на тока, който може да даде акумулаторът, докато се разреди, умножен по времето, за което става това. Токът се мери в ампери [A], времето – в часове, капацитетът се получава в ампер-часове (Ah). За акумулаторите капацитетът се дава в ампер-часове, а за батериите за битови прибори, се дава в милиампер-часове.
При привидната простота на горното определение, си има тънкости. Колко голям да е този ток, какво значи „докато се разреди“ и дали токът ще тече непрекъснато или протичането на ток ще се редува с паузи. Точният начин за провеждане на изпитванията, доказващи капацитета, се определя в съответни нормативни документи.
За оловните акумулатори, които са изобретени още през втората половина на 19 век, традиционният начин за изпитване е: Токът има стойност, равна на 0,05 от обявения капацитет, акумулаторът се приема за разреден, когато напрежението му спадне до 1,8 V на една клетка при непрекъснат разряд. Например: акумулатор за автомобил с капацитет 65 Ah трябва да се изпитва с ток 3,25 A и това да продължи 20 часа (поне). Изпитването ще приключи при напрежение 10,8 V (автомобилните акумулатори са с по 6 клетки). Понякога се сочи и 1,75 волта на клетка.
Капацитетът и на другите видове електрохимични източници, включително и на батериите за битови уреди също се измерва в амперчаса. Тези данни се знаят и се публикуват, обаче невинаги се обявяват като данни на съответната батерия.